# Перевірено — мін немає
«Перевірено — мін немає» (рос. «Проверено — мин нет»; сербохорв. «Provereno nema mina») — радянсько-югославський фільм 1965 року режисерів Юрія Лисенка і Здравко Велимировича.

## Сюжет
Радянським і югославським саперам належить запобігти вибуху міської каналізації і греблі, замінованих гітлерівцями перед відступом.

## У ролях
- Олег Анофрієв;
- Ольга Лисенко;
- Костянтин Степанков;
- Микола Крюков;
- Бранко Плеша;
- Нікола Попович;
- Миха Балох;
- Бора Бегович;
- Ескендир Умурзаков;
- Хусейн Чокіч;
- Мія Алексич;
- Леонід Тарабарінов;
- Василь Фушіч;
- Олена Лицканович;
- Андрій Подубинський
- Г. Маркович.

## Знімальна група
- Сценаристи: Предраг Голубович, Павло Загребельний, Юрій Лисенко, Олександр Сацький
- Режисери-постановники: Юрій Лисенко, Здравко Велимирович
- Оператор-постановник: Сергій Лисецький
- Композитор: Душан Радич
- Художник-постановник: Влатко Гилич
- Звукорежисери: Ростислав Максимцов, Сима Цветкович